# Abisara attenuata
Abisara attenuata är en fjärilsart som beskrevs av Robert Christopher Tytler 1915. Abisara attenuata ingår i släktet Abisara och familjen Riodinidae. Inga underarter finns listade i Catalogue of Life.